# 美國陸軍第15騎兵師
第15騎兵師（英語：15th Cavalry Division）是美國陸軍在第一次世界大戰時期建立的師級部隊，是美軍第一個騎兵師，也是美國在第一次世界大戰時期唯一的騎兵師。1917年12月，由負責守衛美墨邊界的九個正規軍騎兵團組建而成，共編成三個騎兵旅。每個旅集中兩個團進行訓練，定期輪調第三個團至邊境執行任務，並將守衛邊界任務移交給新組成的國民軍騎兵團。後來因國民軍訓練不足難以執行邊境巡邏任務，美國陸軍部於1908年5月12日解散第15騎兵師。

### 書目
- Historical Section, Army War College. . 3, Part 2: Zone of the Interior: Territorial Departments, Tactical Divisions Organized in 1918, Posts, Camps, and Stations Reprint, 1988. Government Printing Office. 1949. OCLC 976846766 （英语）.
- Wilson, John B. . Center for Military History, U.S. Army. 1998. ISBN 0-16-049571-7 （英语）.